# Geschichte Namibias bei den Afrikaspielen
| Goldmedaillen | Silbermedaillen | Bronzemedaillen |
| ------------- | --------------- | --------------- |
| 13            | 21              | 39              |

Die Geschichte Namibias bei den Afrikaspielen begann 1991. Zu den Afrikaspielen 1991 in Kairo entsandte Namibia erstmals Athleten. Die meisten Medaillen gewannen namibische Sportler 2015 mit 15. Die beste Platzierung (9) im Medaillenspiegel erreichte das Land bei der ersten Teilnahme 1991.

## Übersicht der Teilnahmen
| Jahr   | Athleten | Athleten | Athleten | Medaillen | Medaillen | Medaillen | Medaillen | Rang |
| Jahr   | Gesamt   | Männer   | Frauen   |           |           |           | Total     | Rang |
| ------ | -------- | -------- | -------- | --------- | --------- | --------- | --------- | ---- |
| 1991   | ?        |          |          | 4         | 2         | 8 1       | 14        | 9    |
| 1995   | ?        |          |          | 0         | 4         | 3         | 7         | 19   |
| 1999   | ?        |          |          | 0         | 0         | 2         | 2         | 30   |
| 2003   | 58       | 22       | 36       | 0         | 3         | 4         | 7         | 22   |
| 2007   | 55       | 42       | 13       | 0         | 1         | 2         | 3         | 31   |
| 2011   | 38       | 31       | 7        | 1         | 1         | 5         | 7         | 22   |
| 2015   | 79       |          |          | 5         | 4         | 6         | 15        | 12   |
| 2019   | 81       |          |          | 2         | 2         | 4         | 8         | 16   |
| 2023   | 78       | 36+      | 29+      | 1         | 4         | 5         | 10        | 25   |
| 2027   |          |          |          |           |           |           |           |      |
| Gesamt | Gesamt   | Gesamt   | Gesamt   | 13        | 21        | 39        | 73        | ∅ 21 |